# Orthophytum albopictum
Orthophytum albopictum är en gräsväxtart som beskrevs av Philcox. Orthophytum albopictum ingår i släktet Orthophytum och familjen Bromeliaceae. Inga underarter finns listade i Catalogue of Life.